# Gare d'Ingelmunster
La gare d'Ingelmunster (en néerlandais : station Ingelmunster) est une gare ferroviaire belge de la ligne 66, de Bruges à Courtrai, située sur  le territoire de la commune d'Ingelmunster dans la province de Flandre-Occidentale en Région flamande. 
Elle est mise en service en 1847 par la Société des chemins de fer de la Flandre-Occidentale (FO). C'est une halte voyageurs de la Société nationale des chemins de fer belges (SNCB) desservie par des trains InterCity (IC), Omnibus (L) et d'Heure de pointe (P).

## Situation ferroviaire
Établie à 15 mètres d'altitude, la gare d'Ingelmunster est située au point kilométrique (PK) 41,772 de la ligne 66, de Bruges à Courtrai, entre les gares ouvertes d'Izegem et de Courtrai. 
C'était une gare de bifurcation, aboutissement de la ligne 73A, de Thielt à Ingelmunster (hors service), elle précédait la gare de Meulebeke, origine de la Ligne 66A d'Ingelmunster à Anzegem (hors service), elle était suivie par la gare d'Oostrozebeke, et origine de la ligne 89, de Denderleeuw à Courtrai (hors service). 

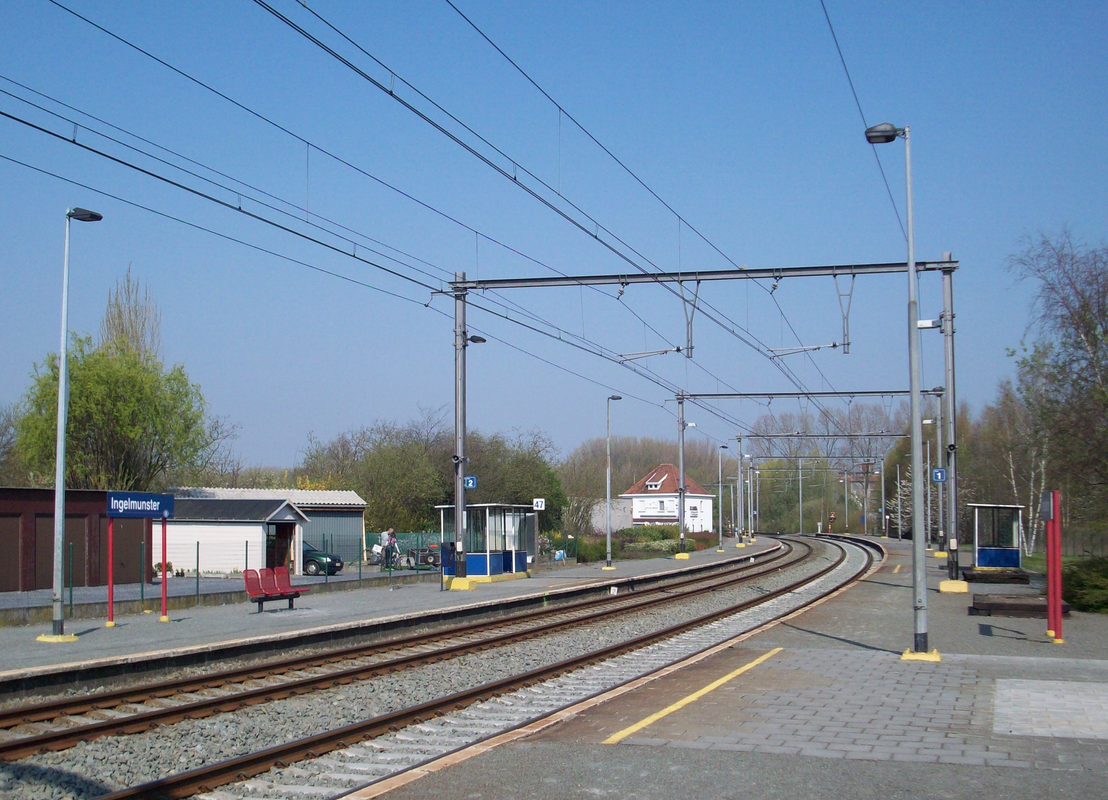
Intérieur de la gare.

## Histoire
La station d'Ingelmunster est mise en service le 28 mai 1847, par la Société des chemins de fer de la Flandre-Occidentale (FO), lorsqu'elle ouvre à l'exploitation la section de Izegem à Ingelmunster de sa ligne de Bruges à Courtrai. La dernière section d'Ingelmunster à Courtrai est mise en service le 14 juillet 1847.
Elle devient une gare de bifurcation avec la mise en service de la ligne d'Ingelmunster à Thielt le 2 décembre 1854 par la compagnie FO. Cette situation est renforcée avec l'ouverture à l'exploitation par l'État-Belge de la ligne d'Ingelmunster à Anzegem le 20 décembre 1868.
Le trafic voyageurs est arrêté le 8 octobre 1950 entre Ingelmunster et Wielsbeke et sur la ligne d'Ingelmunster à Thielt. La gare perd totalement ses trafics de bifurcation avec la fermeture du trafic marchandise : le 1er novembre 1950 vers Meulebeke, sur la ligne de Thielt, et en 1972 vers Wielsbeke.
Depuis le 28 juin 2013, la gare est devenue un point d'arrêt et le guichet est définitivement fermé.

## Service des voyageurs

### Accueil
Halte SNCB, c'est un point d'arrêt non géré (PANG) à accès libre. Elle est équipée d'un automate pour l'achat de titres de transport. Des aménagements et équipements sont à la disposition des personnes à la mobilité réduite.
La traversée des voies et le passage d'un quai à l'autre s'effectuent par le passage à niveau routier en bout de quai.

### Desserte
Ingelmunster est desservie par des trains InterCity (IC), Omnibus (L) et d'Heure de pointe (P) de la SNCB, qui effectuent des missions sur la ligne commerciale 66 (Bruges - Courtrai) (voir brochure SNCB de la ligne 66).

#### Semaine
Ingelmunster possède deux dessertes cadencées à l'heure :
- des trains IC-23 effectuant le trajet Ostende - Bruges - Courtrai - Zottegem - Bruxelles-Midi - Bruxelles-Aéroport-Zaventem ;
- des trains IC-32 effectuant le trajet Bruges - Lichtervelde - Courtrai (sept de ces trains sont prolongés depuis ou vers Ostende).

Quelques trains supplémentaires d'heure de pointe se rajoutent aux trains réguliers :
- deux trains IC-12 reliant Ostende à Welkenraedt via Courtrai, Bruxelles et Liège (les autres IC-12 partent de Welkenraedt) ;
- un unique train P de Roulers à Courtrai (tôt le matin).

#### Week-ends et fériés
Seuls circulent les trains IC-23 (toutes les heures) ainsi que les IC-32 (toutes les deux heures).

### Intermodalité
Un parc pour les vélos et un parking pour les véhicules y sont aménagés. Elle est desservie par des bus de De Lijn.

## Comptage voyageurs
Ce graphique et tableau montre le nombre de voyageurs embarquant en moyenne durant la semaine, le samedi et le dimanche.
| Nombre de passagers qui embarquent à la gare d'Ingelmunster | Nombre de passagers qui embarquent à la gare d'Ingelmunster | Nombre de passagers qui embarquent à la gare d'Ingelmunster | Nombre de passagers qui embarquent à la gare d'Ingelmunster |
|                                                             | Semaine                                                     | Samedi                                                      | Dimanche                                                    |
| ----------------------------------------------------------- | ----------------------------------------------------------- | ----------------------------------------------------------- | ----------------------------------------------------------- |
| 1977                                                        | 584                                                         | 150                                                         | 162                                                         |
| 1978                                                        | 551                                                         | 87                                                          | 82                                                          |
| 1979                                                        | 527                                                         | 93                                                          | 113                                                         |
| 1980                                                        | 648                                                         | 99                                                          | 162                                                         |
| 1981                                                        | 611                                                         | 117                                                         | 106                                                         |
| 1982                                                        | 510                                                         | 126                                                         | 289                                                         |
| 1983                                                        | 566                                                         | 131                                                         | 149                                                         |
| 1984                                                        | 391                                                         | 60                                                          | 67                                                          |
| 1985                                                        | 448                                                         | 92                                                          | 115                                                         |
| 1986                                                        | 506                                                         | 64                                                          | 72                                                          |
| 1987                                                        | 476                                                         | 98                                                          | 99                                                          |
| 1988                                                        | 505                                                         | 79                                                          | 83                                                          |
| 1989                                                        | 441                                                         | 94                                                          | 82                                                          |
| 1990                                                        | 437                                                         | 112                                                         | 143                                                         |
| 1991                                                        | 456                                                         | 145                                                         | 143                                                         |
| 1992                                                        | 530                                                         | 125                                                         | 122                                                         |
| 1993                                                        | 490                                                         | 158                                                         | 140                                                         |
| 1994                                                        | 535                                                         | 84                                                          | 115                                                         |
| 1995                                                        | 434                                                         | 78                                                          | 73                                                          |
| 1996                                                        | 418                                                         | 74                                                          | 106                                                         |
| 1997                                                        | 410                                                         | 85                                                          | 71                                                          |
| 1998                                                        | 530                                                         | 90                                                          | 70                                                          |
| 1999                                                        | 434                                                         | 88                                                          | 72                                                          |
| 2000                                                        | 424                                                         | 78                                                          | 88                                                          |
| 2001                                                        | 406                                                         | 88                                                          | 50                                                          |
| 2002                                                        | 356                                                         | 88                                                          | 67                                                          |
| 2003                                                        | 377                                                         | 131                                                         | 87                                                          |
| 2004                                                        | 362                                                         | 98                                                          | 95                                                          |
| 2005                                                        | 409                                                         | 132                                                         | 114                                                         |
| 2006                                                        | 410                                                         | 94                                                          | 108                                                         |
| 2007                                                        | 409                                                         | 108                                                         | 162                                                         |
| 2008                                                        | -                                                           | -                                                           | -                                                           |
| 2009                                                        | 505                                                         | 118                                                         | 180                                                         |
| 2010                                                        | -                                                           | -                                                           | -                                                           |
| 2011                                                        | -                                                           | -                                                           | -                                                           |
| 2012                                                        | 510                                                         | 118                                                         | 80                                                          |
| 2013                                                        | 640                                                         | 157                                                         | 96                                                          |
| 2014                                                        | 437                                                         | 160                                                         | 137                                                         |
| 2015                                                        | 570                                                         | 171                                                         | 235                                                         |
| 2016                                                        | 559                                                         | 240                                                         | 269                                                         |
| 2017                                                        | 576                                                         | 182                                                         | 225                                                         |
| 2018                                                        | 849                                                         | 218                                                         | 218                                                         |
| 2019                                                        | 782                                                         | 200                                                         | 186                                                         |
| 2020                                                        | 502                                                         | 199                                                         | 307                                                         |
| 2021                                                        | -                                                           | -                                                           | -                                                           |
| 2022                                                        | 728                                                         | 291                                                         | 159                                                         |
| 2023                                                        | 658                                                         | 247                                                         | 224                                                         |
| 2024                                                        | 900                                                         | 190                                                         | 154                                                         |

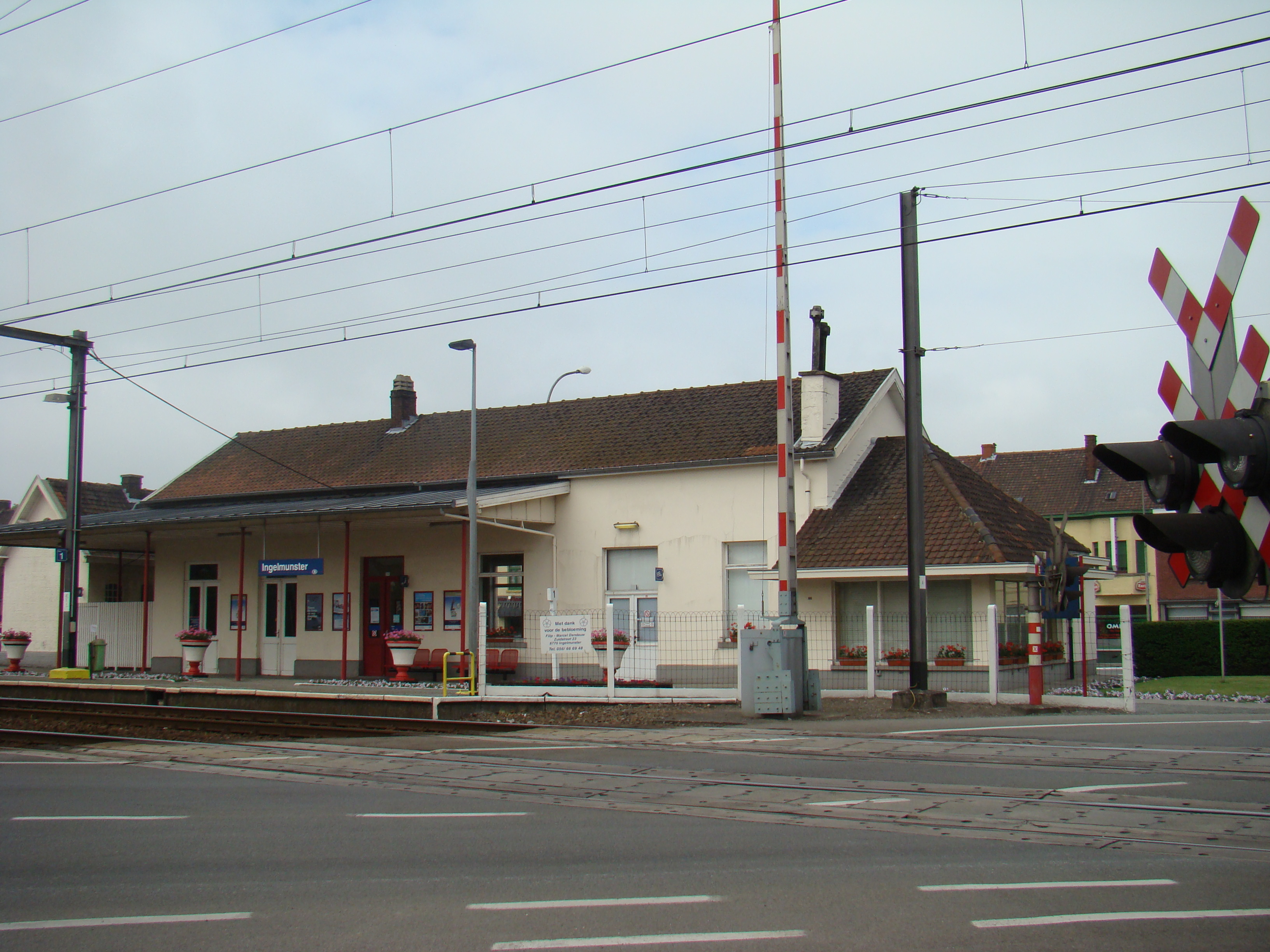
Bâtiment et passage à niveau.
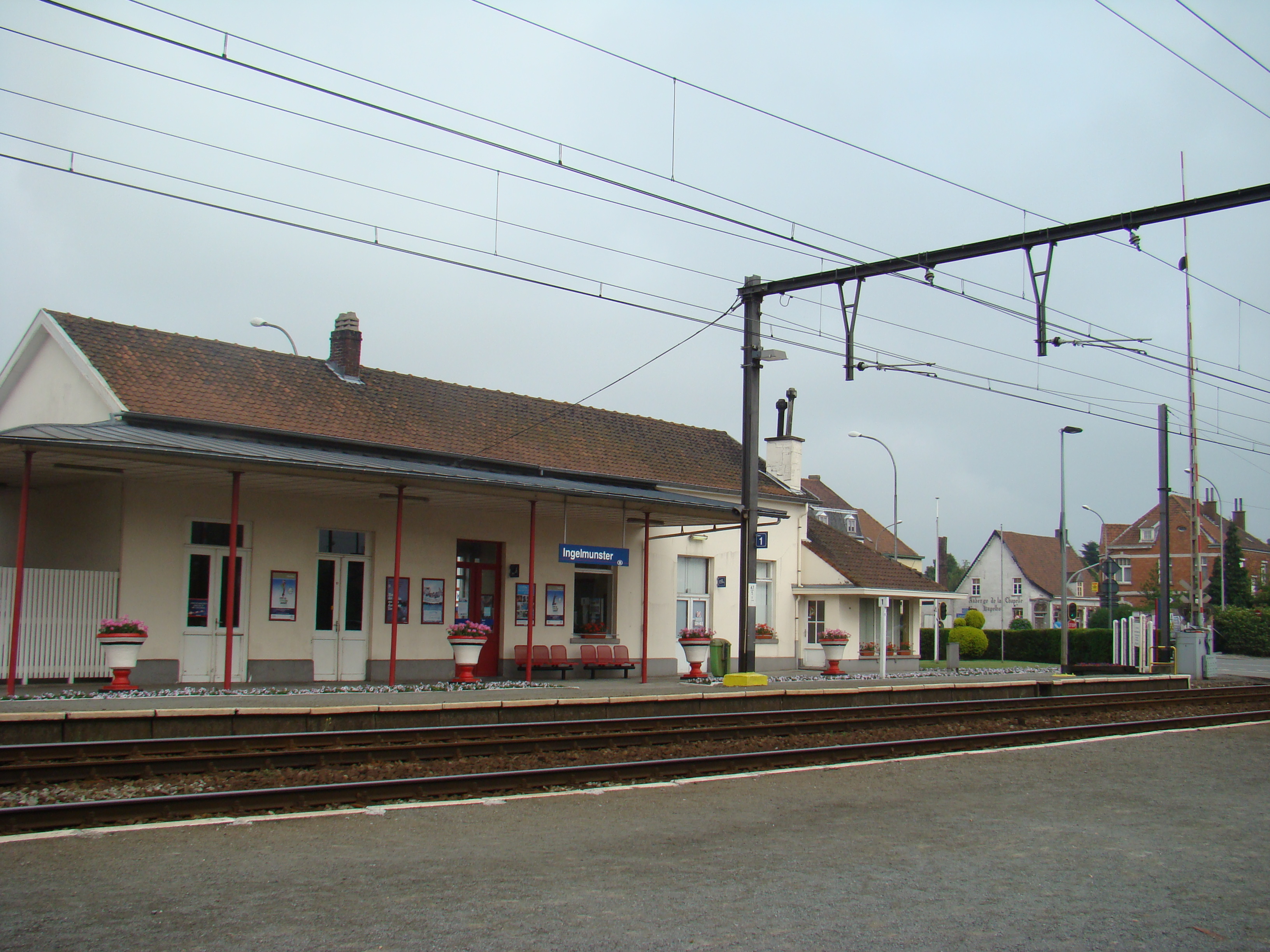
Bâtiment et quai.
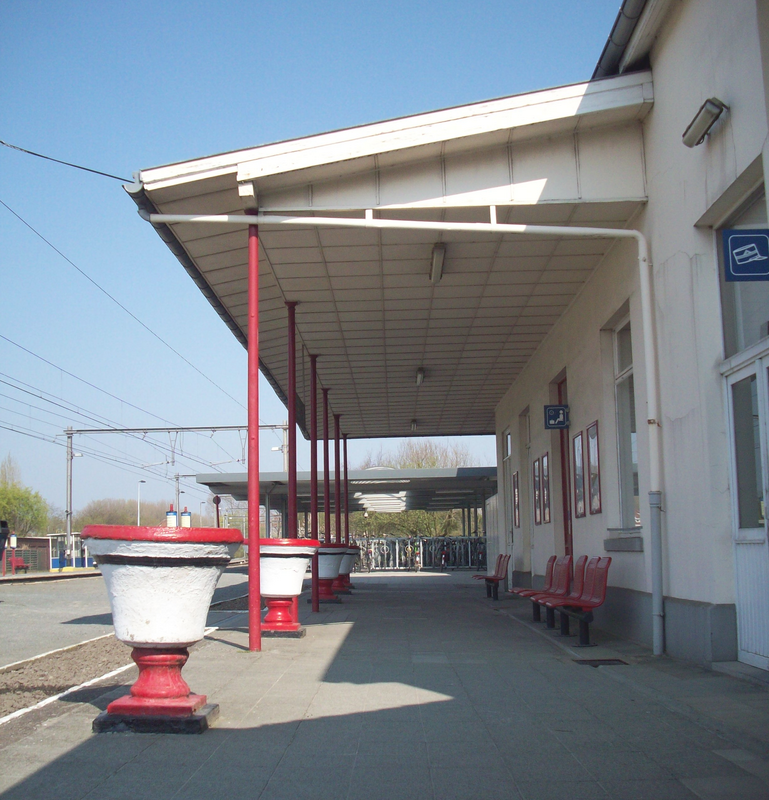
Auvent et quai.
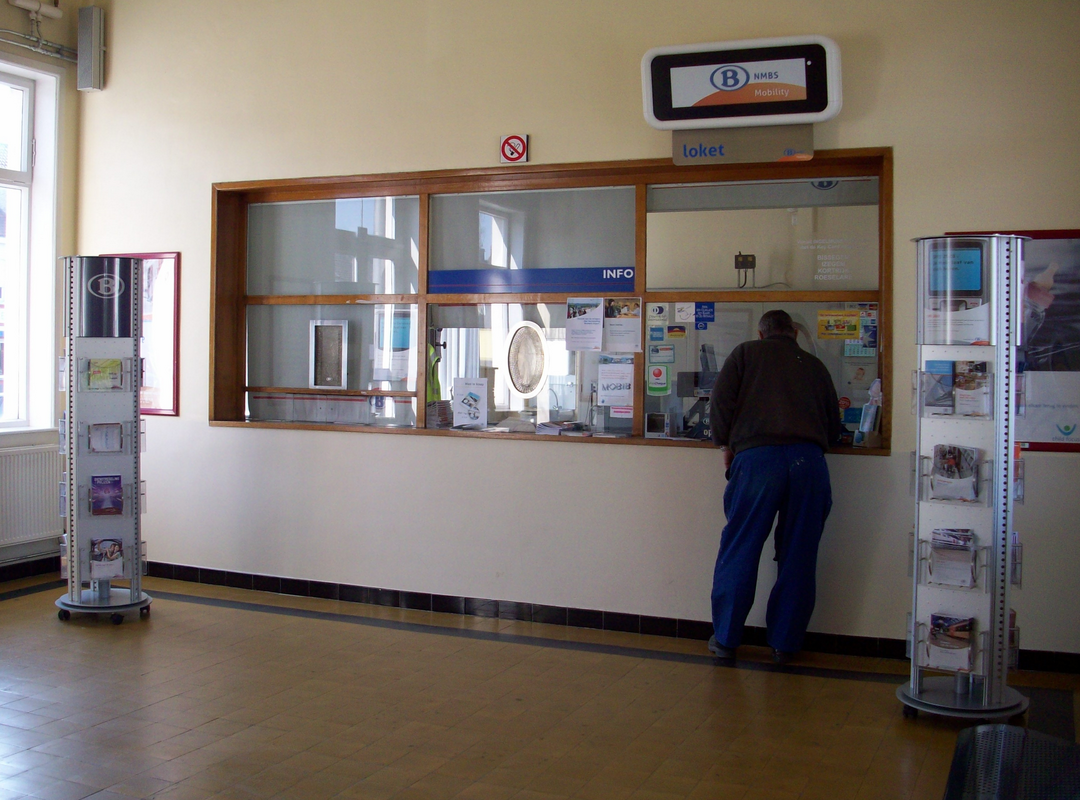
Guichet.